# Dimetadiona
La dimetadiona es el metabolito activo N-desmetilado del anticonvulsivo trimetadiona, derivado de la oxazolidindiona. Se cataloga como antiepiléptico igual que la sustancia madre.
La trimetadiona se desmetila metabólicamente a 5,5-dimetil-1,3-oxazolidina-2,4-diona (dimetadiona). Sobre una base molar, la trimetadiona no metabolizada tiene 1.25 veces la potencia anticonvulsiva de la dimetadiona.